# Михаљ Чутораш
Михаљ Чутораш (мађ. Csutorás Mihály Gyula János) је био мађарски интернационални фудбалер. Играо је за клуб Херминамезе АК. Учествовао је са фудбалском репрезентацијом Мађарске на Летњим олимпијским играма 1936. у Берлину.

## Каријера
Михаљ Шутораш је почео своју фудбалску каријеру 1926. године у клубу Херминамезе АК. Играо је у аматерској лиги, а 1936. године добио је прилику да као аматерски репрезентативац наступи на Олимпијским играма у Берлину. Чутораш је играо на позицији левог крила у једином мечу који је репрезентација одиграла. Године 1944. прешао је у БСзКРт на једну сезону, након чега се вратио у свој први клуб, где је играо у једној прволигашкој утакмици у сезони 1945/1946. Године 1948. прешао је у Будимпештански Тизолто СЕ, пре него што је завршио каријеру. Преминуо је од перитонитиса у 44. години живота.

## Породица
Родитељи су Чутораша су били отац Михаљ Чутораш и мајка Жужана Пећус. Супруга му је била Регина Риго, са којом се оженио 12. новембра 1933. у будимпештанском округу Ержебетварошу. Заједно су имали два сина, Михаља (1935 - 2008) идругом сину се не зна са сигурношћу име (пребегао у иностранство 1956. за време револуције и нема вести о њему).